# 安樂區
安樂區位於臺灣基隆市西北部，區內人口約8萬人，為基隆市人口最多的行政區。境內有情人湖、老大公廟、大武崙砲臺等觀光景點，其中大武崙砲臺屬於國定古蹟之一。

## 歷史
安樂區涵蓋清治時期的大武崙庄、蚵殼港庄、港口庄等地區。日治昭和16年（1941年），該區內改制為觀音町、寶町、西町、大武崙大字等。1942年各町及大字改置區會，而後合併為第四區。
二戰後，中華民國接管臺灣，原基隆市第四區於民國35年（1946年）改稱為安樂區，以「安居樂業」之意取名。民國69年（1980年），基隆市政府於七堵區鶯歌石興建國民住宅（即今安樂社區），鶯歌石及附近的港口地區人口激增。民國71年（1982年）11月，安樂區行政大樓於七堵區鶯歌石竣工。民國77年（1988年），基隆市政府調整全市行政區劃，將原屬七堵區的鶯歌石及港口兩地區劃歸安樂區管轄，同時將原屬安樂區的西華、西榮、西定、西康、德和、德安、中和等7里劃歸中山區；安樂區公所於該年3月1日始遷入辦公，安樂區圖書館同時開館營運。

## 人口
根據基隆市政府民政處統計，2024年底安樂區戶數約3.5萬戶，人口約8萬人，區內人口最多與最少的里分別是內寮里與樂一里，2024年底兩里人口分別為6,275人與677人；人口密度最高與最低的里分別是武崙里與中崙里，2024年底兩里人口密度分別為每平方公里26,795人與598人。

## 政治

### 歷任首長
| 任期     | 姓名   | 起任時間      | 訖任時間       | 備註                                     |
| -------- | ------ | ------------- | -------------- | ---------------------------------------- |
| 第一任   | 林慶福 | 1946年1月     | 1950年9月      |                                          |
| 第二任   | 高維新 | 1950年10月    | 1951年         |                                          |
| 第三任   | 楊再生 | 1951年        | 1954年         |                                          |
| 第四任   | 林慶福 | 1954年        | 1966年9月      |                                          |
| 第五任   | 劉亮夫 | 1966年9月     | 1972年4月      |                                          |
| 第六任   | 洪連成 | 1972年4月     | 1982年10月     |                                          |
| 第七任   | 陳資平 | 1982年10月    | 1986年9月1日   |                                          |
| 第八任   | 鄭炳煥 | 1987年2月16日 | 1990年2月28日  |                                          |
| 第九任   | 許庭郡 | 1990年4月23日 | 1992年2月27日  |                                          |
| 第十任   | 許清坤 | 1992年2月27日 | 1998年6月30日  |                                          |
| 第十一任 | 蔡神恭 | 1998年7月1日  | 2001年12月16日 |                                          |
| 第十二任 | 郭高標 | 2002年3月19日 | 2005年6月13日  |                                          |
| 第十三任 | 項文龍 | 2005年6月14日 | 2013年10月31日 |                                          |
| 第十四任 | 馬福能 | 2013年11月1日 | 2016年1月16日  |                                          |
| 第十五任 | 駱文章 | 2016年3月11日 | 2019年2月18日  |                                          |
| 第十六任 | 鄭錦濃 | 2019年2月18日 | 2021年5月3日   |                                          |
| 第十七任 | 林金鎮 | 2021年5月3日  | 2023年2月7日   |                                          |
| 第十八任 | 簡翊哲 | 2023年2月7日  | 2025年3月4日   | 調升市府工務處處長，由秘書沈麗枝代理區長 |
| 第十九任 | 汪海淙 | 2025年5月1日  | 現任           |                                          |

參考資料：

### 區政組織

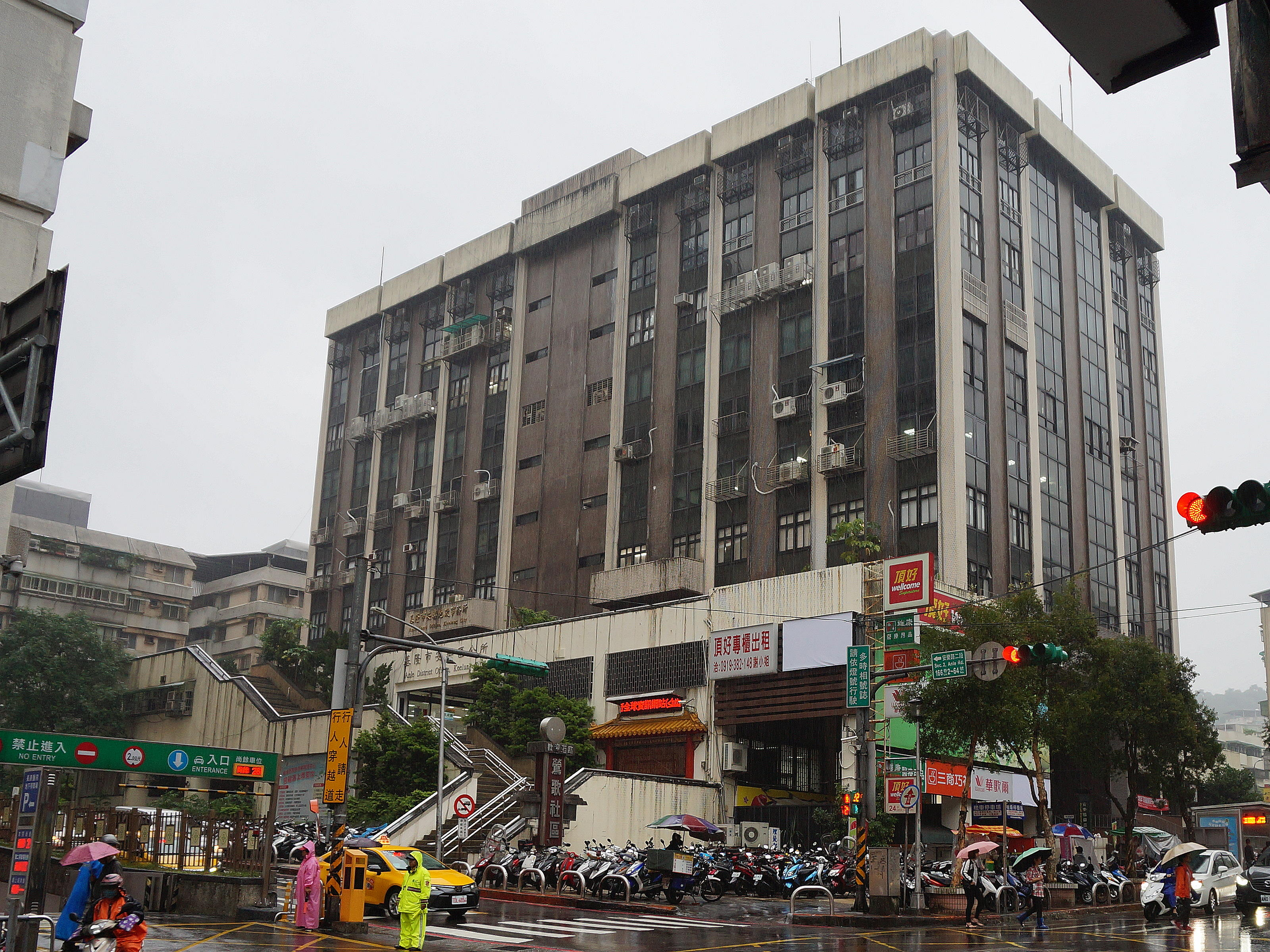
安樂區行政大樓

安樂區公所是基隆市政府在安樂區的派出機關，在中華民國政府架構中為市政府綜理區政的執行機關，上級業務監督機關為基隆市政府。区长由市長任命，其任期為無任期保障。在區長及秘書之下，設有4課1室等5個內部單位及1名人事管理員。安樂區為基隆市第五選區，在基隆市議會31席市議員中，安樂區共選出7席區域市議員（不包括平地原住民議員）。

### 行政區劃
安樂區的行政區劃轄有新西里、西川里、永康里、七賢里、定國里、定邦里、慈仁里、干城里、樂一里、安和里、四維里、嘉仁里、三民里、壯觀里、五福里、長樂里、鶯歌里、鶯安里、六合里、興寮里、外寮里、內寮里、中崙里、武崙里、新崙里等25個里，共計647鄰。

## 教育

### 高級中學
- 基隆市立安樂高級中學

### 國民中學
- 基隆市立建德國民中學
- 基隆市立武崙國民中學

### 國民小學
- 基隆市立安樂國民小學
- 基隆市立西定國民小學
- 基隆市立長樂國民小學
- 基隆市立隆聖國民小學
- 基隆市立武崙國民小學
- 基隆市立建德國民小學

## 交通

### 公路
- 國道一號（中山高速公路）
  - 1 基隆基隆交流道
- 國道三號（福爾摩沙高速公路）
  - 0 基金基金交流道
- 台62線（東西向快速公路 萬里－瑞濱）
  - 0 安樂端安樂端
- 台2線：基金公路
  - 台2己：港西聯外快速公路

### 郵政
- 中華郵政基隆大武崙郵局（基隆26支）
  - 地址：基隆市安樂區基金一路131-24號
  - 郵遞區號：20445
- 中華郵政基隆樂利郵局（基隆18支）
  - 地址：基隆市安樂區樂利三街261號
  - 郵遞區號：20447
- 中華郵政基隆安樂路郵局（基隆21支）
  - 地址：基隆市安樂區安樂路二段132號
  - 郵遞區號：20448

## 旅遊

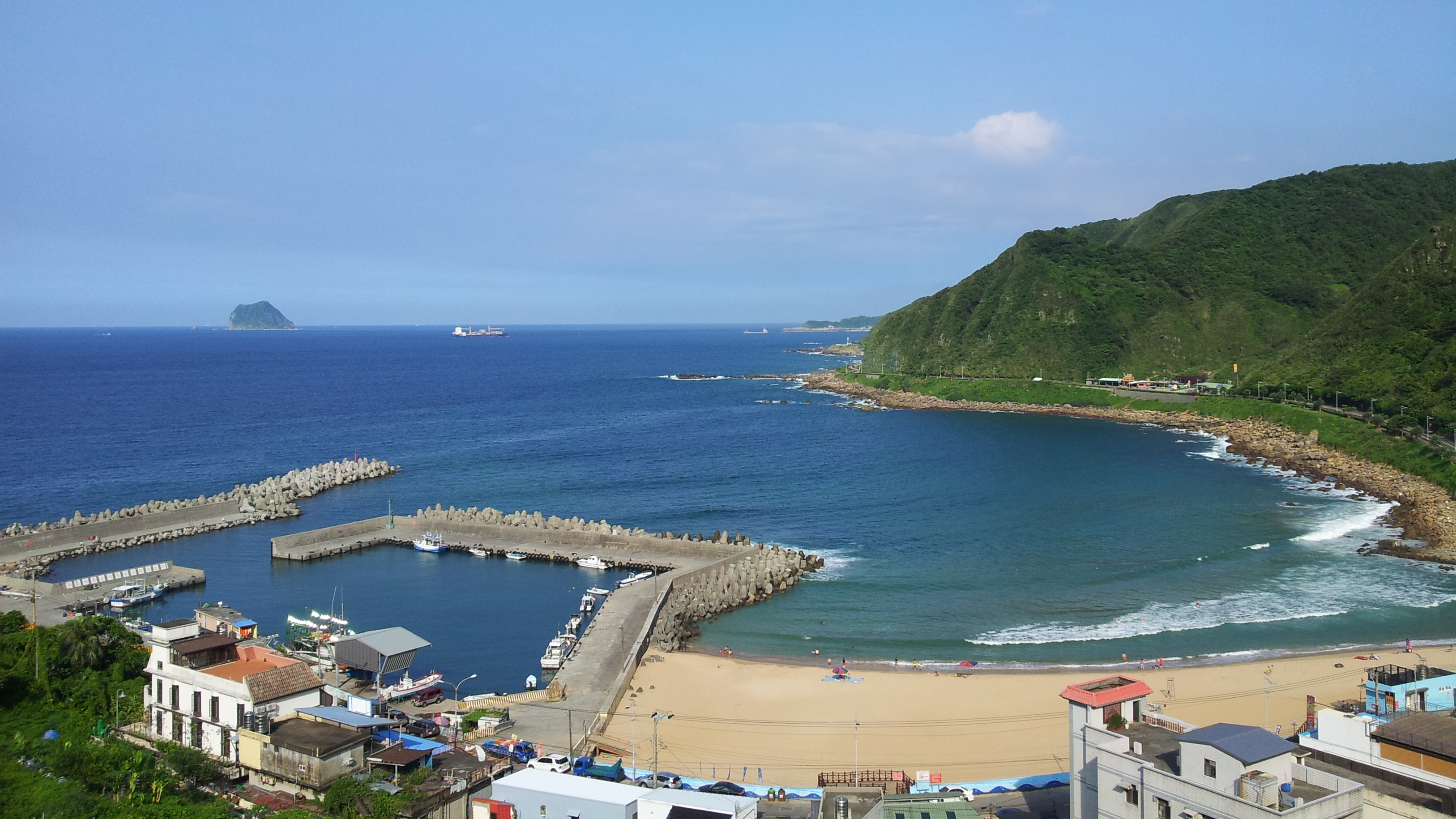
外木山海岸

- 大武崙砲台
- 外木山海岸（白沙灘）
- 澳底漁港
- 情人湖
- 十方大覺寺
- 老大公廟
- 基隆慈雲寺

## 外部連結
- 安樂區公所 （页面存档备份，存于）